# 16236 Stebrehmer
A 16236 Stebrehmer (ideiglenes jelöléssel 2000 GG51) a Naprendszer kisbolygóövében található aszteroida. A LINEAR projekt keretében fedezték fel 2000. április 5-én.